# Bằng giả
Bằng giả là một loại chứng chỉ học vị do một tổ chức cấp mà bằng đó không đủ chất lượng, không cần đi học, hoặc không được công nhận bởi các cơ quan công nhận chất lượng giáo dục chính thức. Người mua bằng sau đó tự nhận là mình đã học và tốt nghiệp một cấp giáo dục nhất định (trung học, đại học hay cao học).

## Các vụ bằng cấp giả nổi tiếng ở Việt Nam
Cơ quan chức năng đã phát hiện ra nhiều vụ cán bộ cơ quan Nhà nước sử dụng bằng tốt nghiệp PTTH, thạc sĩ, tiến sĩ... giả, trong đó nhiều người đang giữ các chức vụ lãnh đạo cao ở nhiều huyện, thị, tỉnh thành trong cả nước. Một số vụ việc sử dụng bằng giả bị phát giác nổi tiếng tại Việt Nam bao gồm:
- ông Vũ Viết Ngoạn, chủ tịch Ủy ban Giám sát Tài chính Quốc gia, sử dụng bằng giả là tiến sĩ tài chính Đại học La Salle của Hoa Kỳ.[2]
- ông Nguyễn Ngọc Ân, giám đốc Sở Văn hóa - Thể thao và Du lịch tỉnh Phú Thọ.[3]
- ông Cao Minh Quang, đương kim thứ trưởng Bộ Y tế, khai man lý lịch bằng cách tự phong mình là tiến sĩ y khoa.[4]